# NGC 219
NGC 219 (ook wel GC 5058, MCG +00-02-128, PGC 2522 of ZWG 383.73) is een elliptisch sterrenstelsel in het sterrenbeeld Walvis. Het hemelobject werd in op 16 september 1863 ontdekt door George Phillips Bond.